# Assedio di Groenlo (1627)
L'assedio di Groenlo (o assedio di Grol o quarto assedio di Groenlo) del 1627 fu una battaglia combattuta tra l'esercito della Repubblica delle Sette Province Unite comandato da Federico Enrico d'Orange e l'esercito spagnolo che controllava la città fortificata di Grol (attualmente conosciuta col nome di Groenlo), nel corso della Guerra degli ottant'anni. L'esercito spagnolo comandato dal conte Hendrik van den Bergh riuscì a raggiungere Grol, ma troppo tardi. L'assedio durò dal 20 luglio al 19 agosto 1627 e la città dovette infine arrendersi alle armate olandesi.
Durante l'assedio, venne costruita una circonvallazione di 16 chilometri attorno alla città per impedire al nemico di abbandonare la città e nel contempo di dare man forte alla città dall'esterno. Ambrogio Spinola aveva usato una tecnica strategica simile durante l'assedio di Breda (1624), e dopo il successo dell'assedio di Grol, Federico Enrico di Orange la utilizzerà anche in altri assedi come nell'assedio di 's-Hertogenbosch. L'assedio di Grol fu il primo grande successo olandese in madrepatria dopo la tregua dei dodici anni.

## La città di Groenlo[1][2]
Sebbene non fosse altro che una piccola città, Groenlo si presentava come un avamposto militare fondamentale per l'area. Essa era un fiorente centro commerciale e come tale era stata pesantemente fortificata in quanto deteneva una posizione favorevole per la strada del commercio che conduceva dalla Germania alla Lega anseatica. Maurizio di Nassau aveva preso il controllo di Groenlo nel 1597 dopo un assedio fallito nel 1595 ed Ambrogio Spinola l'aveva poi ripresa nel 1606. Maurizio aveva riprovato a prendere il controllo della città in quello stesso 1606 ma senza successo e Groenlo rimase nelle mani degli spagnoli sino al 1627. 
Queste furono le ragioni che spinsero la Repubblica delle Sette Province Unite ad accanirsi sulla città di Groenlo per ottenerne il controllo al posto di effondere risorse per le battaglie navali contro gli spagnoli (nelle quali gli olandesi eccellevano).

## Preludio[3]
L'armata olandese comandata da Federico Enrico d'Orange, era composta di 15 000 fanti e 4 000 cavalieri ed aveva viaggiato a piedi e con l'uso di navi attraverso il Reno. Come era sovente in quegli anni, molti di questi soldati erano mercenari provenienti da tutta l'Europa e fra di essi vi erano molti inglesi, scozzesi, tedeschi, frisiani e francesi. L'armata giunse a Groenlo il 20 luglio 1627. Immediatamente tutte le strade principali che conducevano a Groenlo vennero bloccate dalla cavalleria leggera e vennero preparate grandi quantità di polvere da sparo, proiettili oltre a 75 cannoni e cibo per l'assedio.

### La circonvallazione
Il giorno successivo, centinaia di soldati vennero reclutati come lavoratori per costruire un grande muro attorno alla città di Groenlo per una lunghezza totale di 16 chilometri, oltre ad una serie di fortificazioni in legno.
Federico Enrico d'Orange sapeva che il grosso delle armate spagnole si trovava nel sud del paese in quel momento ed erano comandate dal conte Hendrik van den Bergh. Per distrarre le truppe spagnole ed evitare combattimenti in campo aperto, il generale olandese inviò parte delle proprie truppe verso la città tedesca di Gogh, mentre i villaggi attorno a Groenlo vennero presi dalle sue truppe e vennero poste delle sentinelle presso Deventer e Zutphen.

## L'assedio

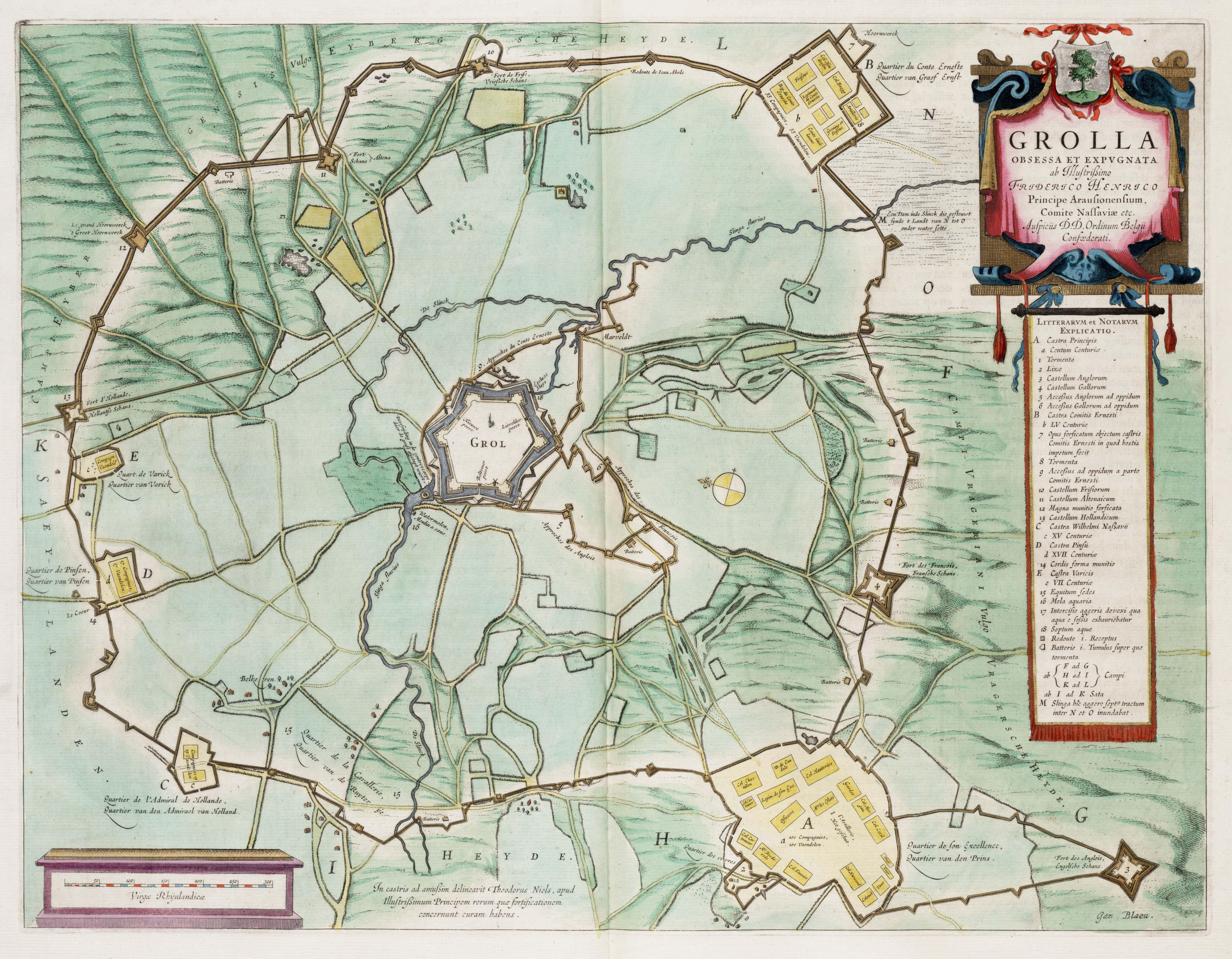
L'assedio di Groenlo nel 1627 in un disegno di Frederick Henry ove è inclusa la circonvallazione. Mappa di J.Blaeu.

### La situazione a Groenlo

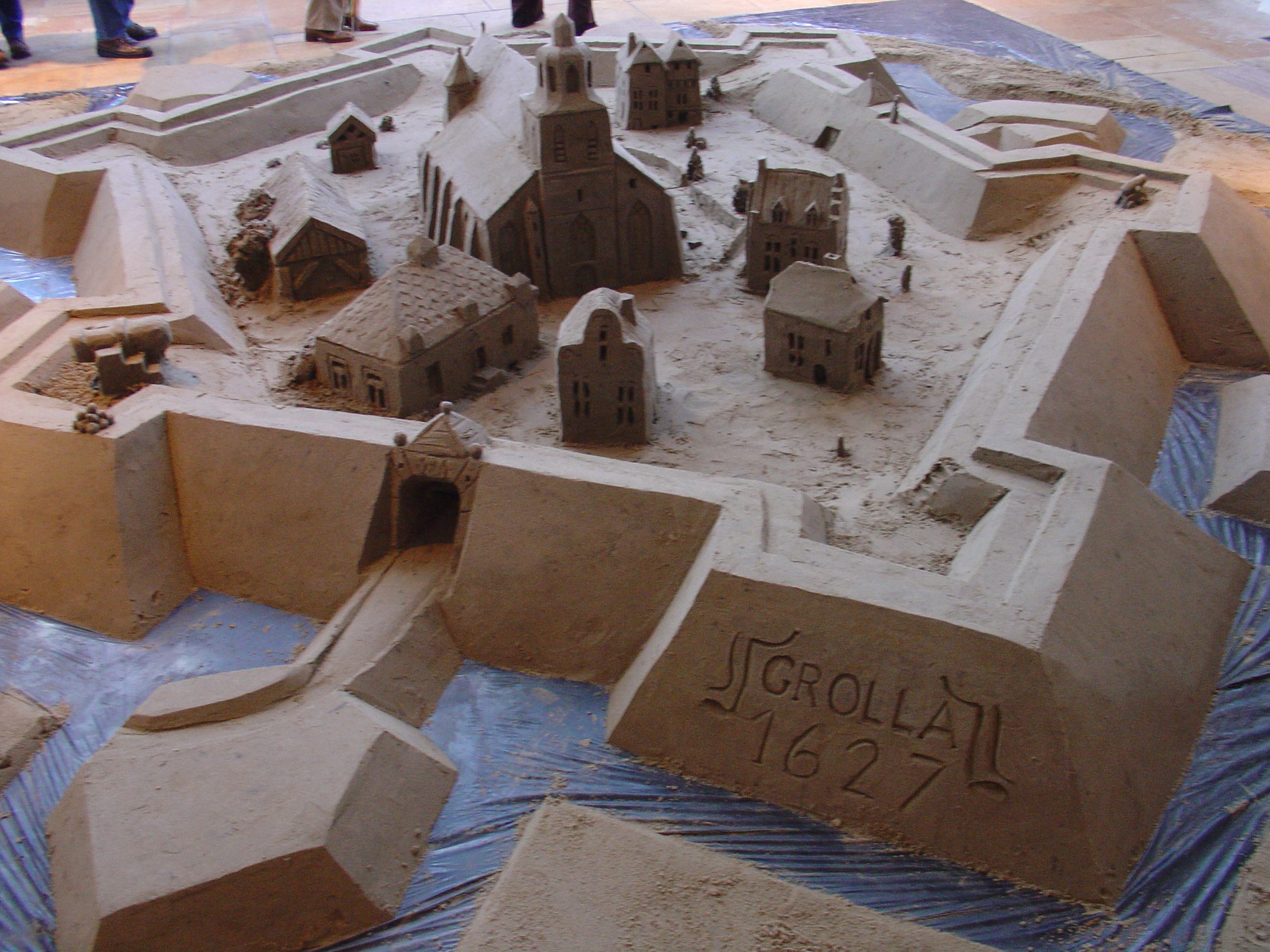
Modellino di Groenlo durante l'assedio del 1627.

Matthijs Dulken, comandante già esperto, si trovava a capo delle truppe spagnole che occupavano la città di Groenlo. Egli aveva a disposizione 1 200 soldati (senza contare i cittadini effettivi della città) e circa 100 cavalieri al comando di Lambert Verreyken. Vi era cibo a sufficienza per un assedio e Dulken ordinò alle proprie truppe di rinforzare le difese per evitare che le palle di cannone potessero fare breccia nelle mura. Quando venne completata la circonvallazione, Groenlo venne bombardata dalle truppe olandesi che nel frattempo avanzavano verso la città, anche se i danni venivano riparati man mano che venivano creati e così facendo l'avanzata degli olandesi risultava infruttuosa. Oltre 200 palle incendiarie vennero lanciate nella città, causando pesanti danni alle strutture ed alla popolazione. Dulken stesso venne ferito ad una spalla da una palla di moschetto e concesse il comando a Verreyken. Verreyken e la sua cavalleria razziarono le posizioni nemiche e scavarono delle trincee, senza ad ogni modo causare gravi perdite agli attaccanti. Inoltre a Groenlo esplosero due barili di polvere da sparo che causarono la morte di alcuni soldati.

### Attività esterne a Grol

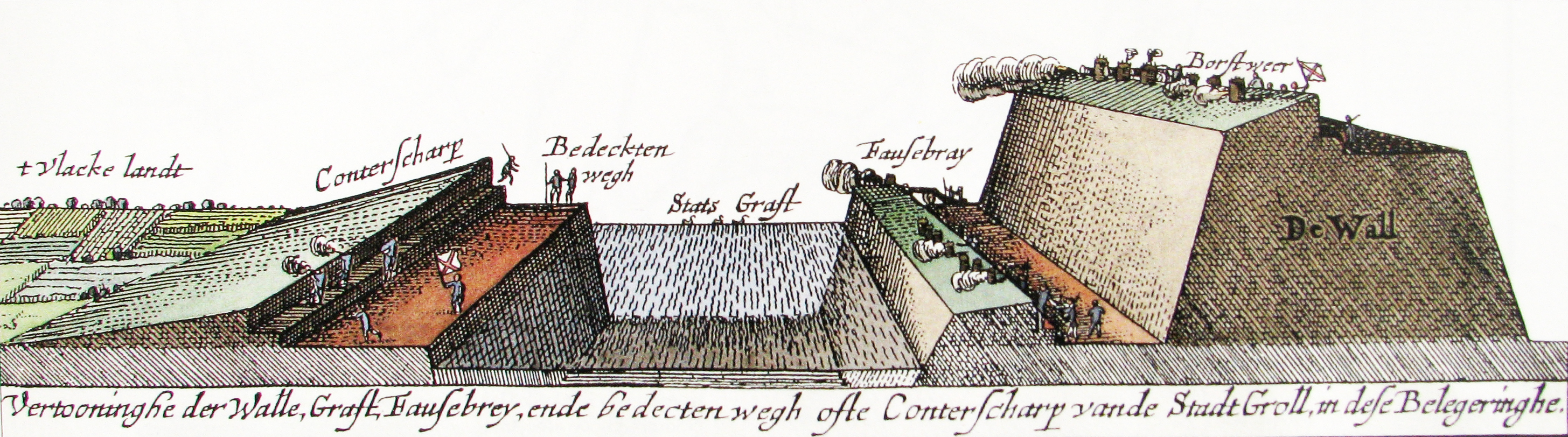
Sezione delle opere difensive attorno a Groenlo nel 1627.

Nel frattempo, la squadra di scavatori inglesi aveva progettato di raggiungere il fossato che si trovava attorno a Groenlo e che traeva l'acqua dal fiume Slinge. L'attraversamento del canale sarebbe stato possibile attraverso l'utilizzo di dighe per l'abbassamento dell'acqua, progetto che però si rivelò difficoltoso in quanto le truppe si trovavano sotto il fuoco nemico, subendo molte perdite tra cui due ufficiali inglesi, Ram e Proud. Una volta attraversato il fossato, le truppe poterono minare le mura della città ed iniziare così i primi attacchi regolari alla città.

### L'arrivo di Van den Bergh

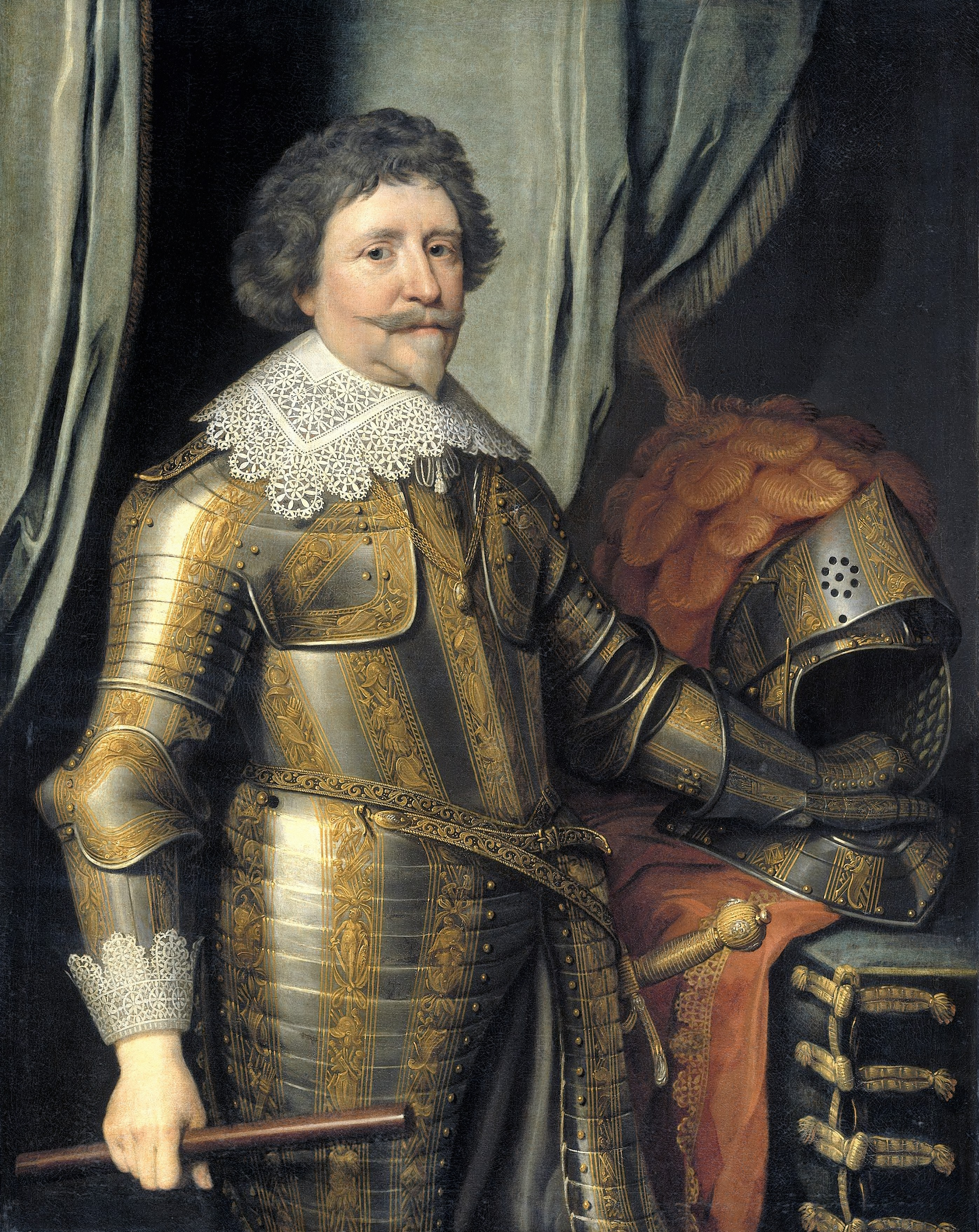
Federico Enrico, principe di Orange.

Nel frattempo, Van den Bergh e la sua formidabile armata spagnola giunsero presso Groenlo dopo aver preso con sé altri 1 800 mercenari tedeschi. Ad ogni modo, a causa dei costi della guerra, gli spagnoli erano a corto di fondi e dovettero decidersi ad affrontare la battaglia in campo aperto e decisero di sparare alcuni colpi di cannone a salve verso Groenlo per avvisare gli assediati che il loro aiuto era imminente. Van den Bergh decise di attaccare immediatamente la linea di circonvallazione attorno a Groenlo di modo da spianare la strada alle proprie truppe in direzione della città. L'attacco si dimostrò in un primo tempo vincente, ma un subitaneo attacco di Morre portò gli spagnoli a doversi ritirare.

### Negoziati finali

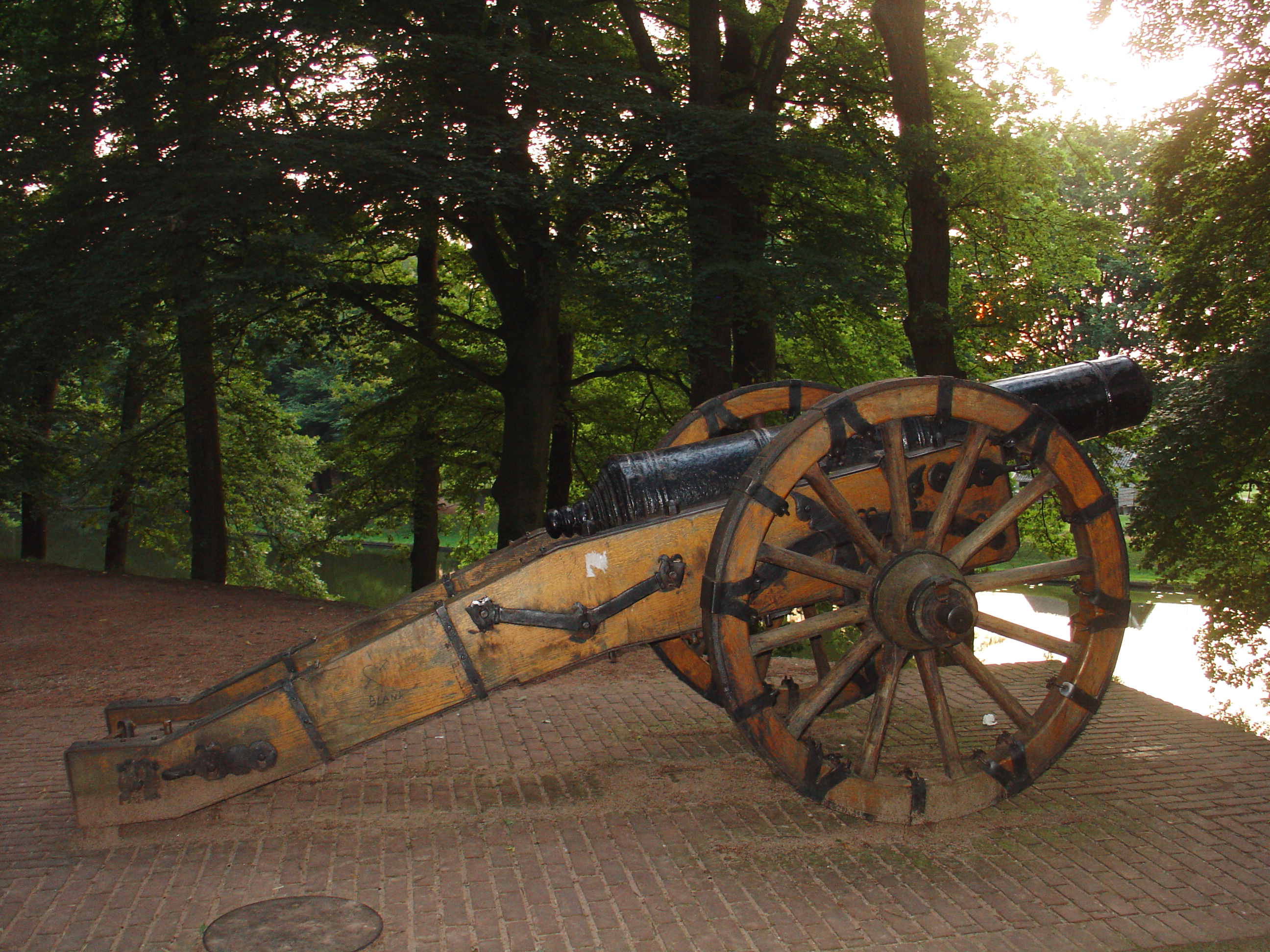
Cannone storico utilizzato durante l'assedio di Groenlo del 1627.

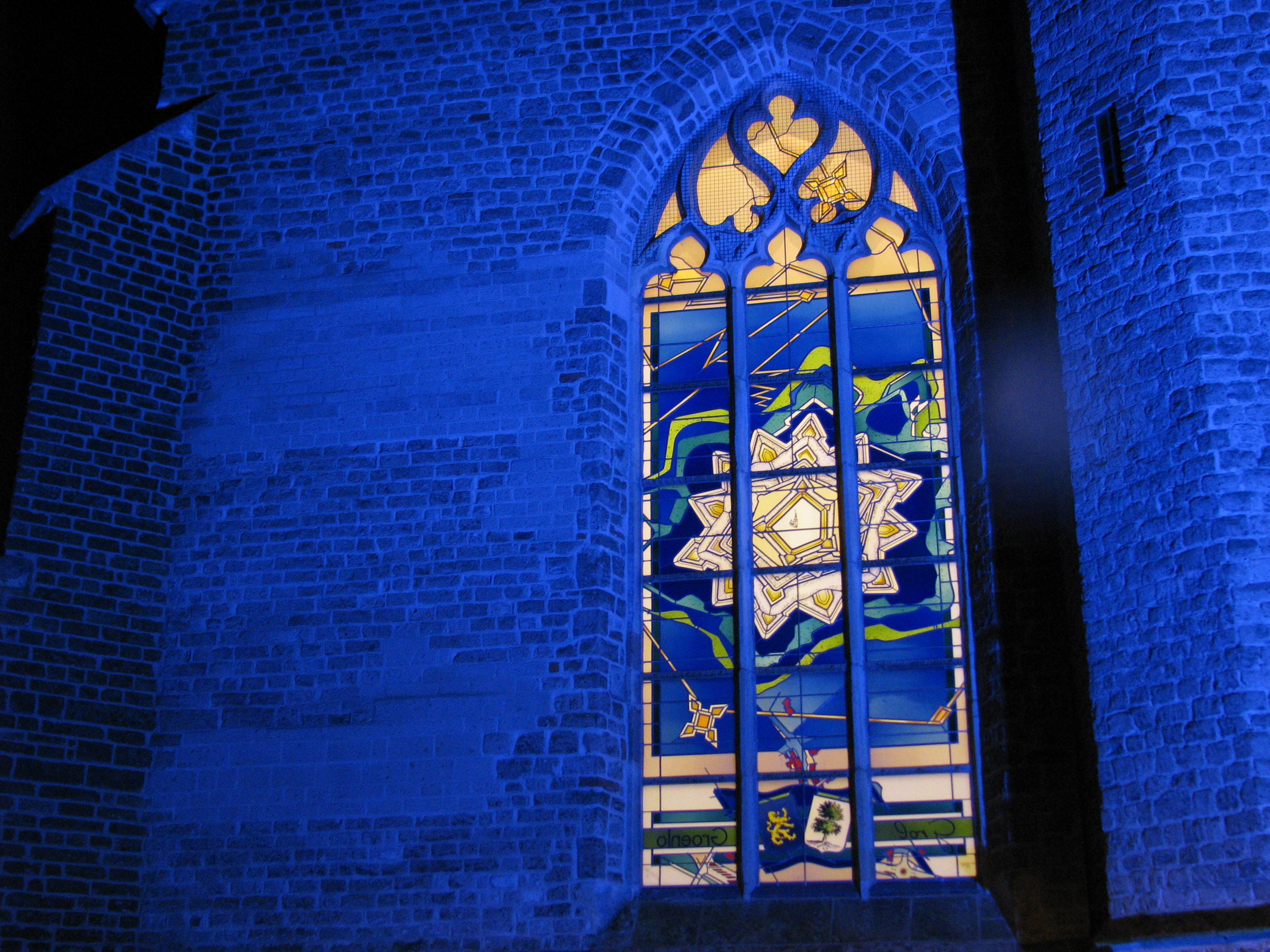
L'assedio di Groenlo in una vetrata della chiesa di San Callisto a Groenlo (2007).

Federico Enrico a questo punto diede la possibilità a Dulken di intavolare con lui dei negoziati di pace, convincendolo che gli spagnoli al di fuori delle mura non sarebbero potuti sopravvivere a lungo. Dulken, che era in pericolo di vita per la sua ferita, negò ogni contrattazione e l'assedio proseguì. Le truppe d'assalto inglesi crearono una grande breccia nelle mura cittadine, ma vennero respinte per ben tre volte dalle truppe spagnole causando una grande perdita di vite umane. Dulken, vedendosi a questo punto attaccato su tre fronti e con poche truppe ancora a disposizione, richiese l'armistizio e i negoziati con gli olandesi.

### Il trattato
Il trattato venne siglato dopo tre giorni dalla fine delle ostilità, consegnando la città nelle mani degli olandesi. Le truppe spagnole a Groenlo e i cittadini ottennero il permesso di abbandonare la città indenni, con il diritto di trattenere solo 2 cannoni. Federico Enrico pretese 200 palle di cannone per il proprio equipaggiamento come termine dei negoziati lasciandoli poi in città come difesa per futuri attacchi. L'arcivescovo di Utrecht Philippus Rovenius, che si trovava in città durante l'assedio, ottenne la possibilità di rientrare a Utrecht.
Lo scrittore olandese Ugo Grozio scrisse un dettagliato resoconto degli scontri nel suo 'Grollae Obsidio' e Joost van den Vondel scrisse un'ode in 738 versi sull'assedio.